# کاترین مک‌فی
کاترین هوپ مک‌فی فاستر (انگلیسی: Katharine Hope McPhee Foster؛ زادهٔ ۲۵ مارس ۱۹۸۴) خواننده، ترانه‌سرا و بازیگر آمریکایی است. در مهٔ ۲۰۰۶، او نایب‌قهرمان فصل پنجم آمریکن آیدل شد.
آلبوم اول او over it بود که به خوبی به فروش رفت و روی بورد بود آلبوم دومش unbroken نیز همین سرنوشت را داشت اما آلبوم سومش had it all به خوبی فروش نرفت و فقط 45000 نسخه فروخت.
او در سال 2008 با Nick Cokas ازدواج کرده بود که در سال 2016 منجر به طلاق شد

## فیلم‌ها
| سال        | عنوان                  | نقش         | متن     |
| ---------- | ---------------------- | ----------- | ------- |
| 2007       | دیوانه                 | دختر برتر   | کوتاه   |
| 2008       | خانه خرگوش             | هارمونی     |         |
| 2011       | نمی‌توانی عروس را ببوسی | ماشا        |         |
| 2011       | شب کوسه 3D             | بت          |         |
| 2012       | صلح ، عشق و سو تفاهم   | سارا        | کوتاه   |
| 2014       | در رؤیا هایم           | ناتالی روسو |         |
| در حال ضبط | لویزیانا خاویار        | نامعلوم     | نامعلوم |

## تلویزیون
| سال       | عنوان                    | نقش               | متن ها                                         |
| --------- | ------------------------ | ----------------- | ---------------------------------------------- |
| 2007      | 15 دختر تنها             | دوست جدید         | اپیزود جرات یا حقیقت                           |
| 2007      | بتی زشت                  | خودش              | اپیزود دارم میام بیرون                         |
| 2009      | CSI: NY                  | دانا ملتدون / شاو | اپیزود شکر گزاری                               |
| 2010      | جامعه                    | امبر              | اپیزود پایه شجره نامه                          |
| 2012–2013 | در هم کوبیدن (smash)     | کارن کارتریت      | اپیزود 32                                      |
| 2012      | مرد خانواده (family guy) | صدای مادر مگی     | اپیزود نمیتونی این کارو توی تلویزیون انجام بدی |
| 2014      | می تونست بد تر باشه      | لوسی              | اپیزود ناحیه ترسیم شده                         |
| 2018-2014 | اسکورپیون                | پیج دنین          | نقش اصلی                                       |

## زندگی حال حاضر
مک فی متولد لس آنجس ، کالیفرنیا است . پدش دنیل مک فی تولیدکننده تلویزیون و مادرش پیشیا مک فی از 2011 در آمریکن آیدل فعالیت می‌کند . وقتی دوازده ساله بودخانواده اش به شرمن اکس نقل مکان کردند که در نزدیکی لس آنجلس است
مادرش متوجه استعداد موسیقی او شد و او را تمرین داد ، خواهر بزرگترش آدرینا به همراه مادرش مربی آواز است او یک ایرلندی - اسکاتلندی و آلمانی است
از 13 سالگی رژیم غذایی دارد در سال 2007 به teen vogue گفته که " من هرچه بخواهم میخورم اما فقط مراقب پروتویین‌ها هستم.
لقب او در مدرسه pretty but stupid ( زیبا ولی خنگ) بود زیرا نمیتوانست به خوبی بخواند